# Тимашјовск
Тимашјовск (рус. Тимашёвск) град је на југозападу европског дела Руске Федерације. Налази се у централном делу Краснодарске покрајине и административно припада њеном Тимашјовском рејону чији је уједно и административни центар.
Према подацима националне статистичке службе РФ за 2017, у граду је живело 52.527 становника и био је четрнаести по величини град у Покрајини. Један је од најважнијих привредних центара у целој Покрајини.

## Географија
Град Тимашјовск се налази у централном делу Краснодарске покрајине на неких 65 km северно од покрајинског административног центра Краснодара. Град се налази у пространој Кубањско-приазовској степи на надморској висини од око 20 m и лежи на десној обали (углавном) реке Кирпили.

## Историја
Насеље Тимошевски Курењ основано је 1794. као једна од 40 првобитних козачких насеобина на Кубању, а према легенди насеље је добило име по младом козаку Тимоши, иако је знатно вероватнија опција да име потиче од украјинског села Тимошивка (у данашњој Черкаској области) одакле су досељени његови житељи. Првобитни засеок 1842. добија званичан статус козачке станице, а прва школа у станици почела је са радом тек 1874. године.
До интензивнијег развоја ансеља долази након 1914. када је кроз село прошла железничка пруга која је повезивала градове Приморско-Ахтарск и Краснодар (тада Јекатеринодар). Немачке фашистичке трупе које су се током 1943. повлачиле са Кубања до темеља су спалиле село.
Од 30. децембра 1966. Тимашјовск има званичан статус града и носи садашње име.

## Демографија
Према подацима са пописа становништва 2010. у граду је живело 53.924 становника, док је према проценама за 2017. било 52.527 становника. По броју становника Тимашјовск се 2017. налазио на 14. месту у Покрајини.
| 1959.  | 1970.  | 1979.  | 1989.  | 2002.  | 2010.  | 2017.  |
| ------ | ------ | ------ | ------ | ------ | ------ | ------ |
| 19.000 | 29.100 | 39.100 | 45.600 | 54.116 | 53.924 | 52.527 |

Према подацима из 2017. Кореновск се налазио на 314. месту међу 1.112 званичних градова Руске Федерације. Према подацима са пописа 2010. основу популације чинили су етнички Руси са уделом од око 90%, а најбројније мањинске заједнице били су Јермени са 3,0% и Украјинци са 1,6%.